# Moskenes
Moskenes je obec nacházející se na stejnojmenném ostrově (norsky Moskenesøy) v souostroví Lofoty v kraji (fylke) Nordland v Norsku. Administrativním centrem obce je vesnice Reine.

## Historie
Obec (původně farnost) byla pojmenována podle starého moskeneského statku (Muskenes) v dobách, kdy zde byl v polovině 16. století postaven první kostel. Zatímco význam první části jména je neznámý, „nes“ znamená „mys“. První písemná zmínka o této farnosti je z roku 1589. Nynější velký dřevěný kostel, který může pojmout až 280 věřících, byl postaven nedaleko moskeneského přístavu v roce 1819 a je chráněn jako kulturní památka.
Obec vznikla oddělením od obce Flakstad 1. července 1916, kdy populace Moskenes dosahovala 1 306 osob. Dne 1. ledna 1964 byly obě obce znovu spojeny, tentokrát pod jménem Moskenes. V roce 1976 se ovšem Flakstad oddělil a znovu vytvořil samostatnou obec. Znak znázorňující vodní vír pochází z moderní doby a byl obci přidělen 12. září 1986. Vodní víry, například Moskstraumen, se totiž při přílivu objevují jižně od ostrova Moskenesøya. Obec je charakteristická scenériemi s vysokými horami vystupujícími až jeden kilometr nad Vestfjorden a tradičními rybářskými vesnicemi Hamnøy, Reine, Sørvågen, Moskenes, Å a Tind. Obcí vede silnice E10 (Kong Olav Vs vei).